# 郤豹
郤豹（?—?），字叔虎，春秋时期晋国的大夫，郤氏，是晋国的公族。郤为食邑，遂以郤为氏。郤豹是晋献公时期的大夫。他的儿子郤芮（冀芮）是晋惠公的师父和谋主，另一个儿子郤义有子步扬，也成为晋献公的重要臣下。后来，郤芮的儿子郤缺、孙子郤克、曾孙郤錡，步扬的儿子郤犨、孙子郤至，都成为了晋国的风云人物。